# 나의 노래는
"나의 노래는"은 2008년에 개봉한 대한민국의 영화이다.

## 캐스팅
- 신현호 : 희철 역
- 민세연 : 연주  역
- 윤세민 : 상우 역
- 주민하 : 민하 역
- 김기석 : 세홍 역
- 강태준 : 아버지 역
- 유수영 : 할머니 역
- 안치욱 : 분식집아저씨 역
- 노응수 : 연주외삼촌 역
- 정선혜 : 윤지엄마 역
- 권정민 : 앞집남자 역
- 최문수 : 아버지의 여자 역
- 이선혜 : 유나 역
- 송혜숙 : 연주어머니 역
- 김희성 : 동네아이들 역
- 손민수 : 동네아이들 역
- 김예원 : 윤지 역
- 김은석 : 돈 받으러 온 사람 역
- 이보나 : 세홍의 여자 역
- 이상학 : 미화원 역
- 나상덕 : 할아버지 역
- 안슬기 : 전자상가 주인 역
- 김동희 : 분식집 여고생 역
- 박새봄 : 분식집 여고생 역
- 이화정 : 분식집 여고생 역
- 박진 : 영화찍는 학생들 역
- 조영근 : 영화찍는 학생들 역
- 최정호 : 영화찍는 학생들 역
- 김슬기 : 영화찍는 학생들 역
- 오지혜 : 영화찍는 학생들 역
- 김경식 : 영화찍는 학생들 역
- 오명록 : 영화찍는 학생들 역
- 권지윤 : 영화찍는 학생들 역
- 백동진 : 육교 행인 역
- 신동민 : 길 가르쳐 주는 대학생 역
- 김윤정 : 전자상가앞 행인 역
- 공지영 : 전자상가앞 행인 역